# Віднянський Аттіла Йосипович
Аттіла Йосипович Віднянський (нар. 8 березня 1964 с. Мужиєво, Берегівського району, Закарпатська область) — український та угорський театральний режисер. Заслужений діяч мистецтв України (2001).

## Біографія
- 1985 — закінчив Ужгородський державний університет, «Угорська філологія»
- 1989–1997 — навчання у Київському державному театральному інституті ім. Карпенко-Карого.
- Від 1993 року — головний режисер Закарпатського обласного угорського драматичного театру, м. Берегове
- член Національної спілки театральних діячів України
- Від 2013 року — художній керівник Національного Угорського театру, м. Будапешт

Поставив понад 50 вистав в театрах Берегове, Київ, Будапешт.

## Вистави
Закарпатський обласний угорський драматичний театр
- 1993 — «Бал у степу» — Д. Ійеша; «Калігула» — Камю;
- 1994 — «Чекаючи на Годо» — С. Бекета
- 1997 — «Ведмідь. Освідчення. Про шкоду тютюну» — А. Чехов
- 2007 — «Ліліомфі» — Е.Сіглігети
- 2008 — «Доктор Живаго» — Б.Пастернак
- 2009 — «Як, Вам це сподобається» — У. Шекспір